# Jim Thorpe (Pensilvânia)
Jim Thorpe é um distrito localizado no estado norte-americano de Pensilvânia, no Condado de Carbon. A designação provém do atleta norte-americano Jim Thorpe.

## Demografia
Segundo o censo norte-americano de 2000, a sua população era de 4804 habitantes.
Em 2006, foi estimada uma população de 4886, um aumento de 82 (1.7%).

## Geografia
De acordo com o United States Census Bureau tem uma área de
38,3 km², dos quais 37,5 km² cobertos por terra e 0,8 km² cobertos por água.

## Localidades na vizinhança
O diagrama seguinte representa as localidades num raio de 8 km ao redor de Jim Thorpe.